# Phellandrium conioides
Phellandrium conioides är en flockblommig växtart som beskrevs av Ernst Ferdinand Nolte och Carl Fredrik Nyman. Phellandrium conioides ingår i släktet Phellandrium och familjen flockblommiga växter. Inga underarter finns listade i Catalogue of Life.